# 回龍吳氏祠堂
回龍吳氏祠堂位於四川省德陽市中江縣，文物遺址年代判定為清。2012年7月16日公佈為第八批四川省文物保護單位。
回龍吳氏祠堂位於四川省德陽市中江縣回龍鎮仁義村1組，建於清代，為當地吳氏家族先祖於清代“湖廣填四川”時移居此地所建，系吳氏族人奉祀先祖和居住用房。祠堂坐西南向東北，復合四合院佈局，中軸線上依次為前廳、天井、正廳，天井兩側為左右廂房，中軸線庭院建築兩側為左右天井和左右側房，總占地面積1382平方公尺，建築面積1219平方公尺。其中正廳為木結構，穿斗式粱架，單簷懸山式小青瓦屋頂，面闊五間22公尺，進深五間9.1公尺，後側板壁後設有夾牆。該建築規模宏大，對於研究清代四川地區移民史、客家文化和民居建築均具有較高價值。